# Angostura magdalenensis
Angostura magdalenensis là một loài thực vật có hoa trong họ Cửu lý hương. Loài này được (Cuatrec.) Albuq. mô tả khoa học đầu tiên năm 1981.